# مدينة الجهوة الأثرية
الجهوة، تقع مدينة الجهوة الأثرية على حافة وادي النماص من جهة الجنوب الشرقي ويسكنها قبيلة بني بكر ذكرها الهمداني في كتابه (صفة جزيرة العرب) وأشار إلى سعتها ووصفها بأنها أكبر من مدينة جرش وأنها قاعدة لسلطنة صغيرة، وذكر حاكمها بقوله: «وصاحبها الجابر بن الضحاك الربعي من نصر بن ربيعة بن الحجر». وكان ذلك في عام 320 هـ وما زالت بقايا أسسها القديمة وآثار سورها المنيع المبني بالحجارة ذات الحجم الكبير باقية حتى الآن، أما سوقها القديم المعروف باسم سوق الرس فإنه للأسف لم يبق منه شيء بسبب الزحف العمراني والزراعي، ومن الآثار الباقية في موقع المدينة بقايا الأفران وخبث الحديد التي تشير إلى أن سكان مدينة الجهوة القدماء مارسوا مهنة تعدين الحديد أيضاً
محافظة النماص حاليا (130 كيلو شمال مدينة أبها) وهي عاصمة رجال الحجر قد قامت على أنقاض مدينة الجهوة التاريخية.
يُذكر أن مدينة الجهوة تتميز بموقع استراتيجي مميز حيث أنها منخفظة نوعا ما وتحيط بها الجبال وتربتها خصبة جداً، وهي ذات مخزون وافر من المياه وقريبة من شفا تهامة حيث أن أهلها كان باستطاعتهم التسوق في أسواق تهامة في أوقات الشتاء وذلك عن طريق عقبة اليهوين (الجهويين) القديمة وهي طريق إلى الإصدار وإلى مدينة خاط في سهول تهامة.
يُذكر ان المدينة لم تنال حقها التاريخي في التنقيب والسياحة رغم أنها من أقدم مدن المملكة حيث أنها قد سكنت تقريبا قبل 2300 سنه وبعد انهدادسد مأرب حيث جاء إليها أهلها الأوائل من اليمن.
وهناللك بعض التقارير التي تشير إلى ان المدينة قد سكنت قبل ذلك التاريخ بوقت طويل كما قال المورخ اللبناني كمال الصليبي.
وإذا كان ماقاله كما الصليبي صحيحا فيكون عمر المدينة أكثر من 4000 سنة.

## أثار الجهوة
- القلاع والحصون والطرقات والآبار الدالة عل قدم الحضارة في النماص
- المسجد القديم الذي يعود بناوه إلى حوالي 250هـ
- المسجد القديم في رنامة بالقرب من الجهرة حيث يعتبر من الآثار الإسلامية القديمة التي زامنت مسجد الجهوة
- قرية الخربان الواقعة جنوب الجهوة، والتي أندثرت بالكامل إلا أن مخطوطاتها لا تزال سليمة.[2]

## انظر ايضاً
- النماص

## وصلات خارجية
- “الجهوة”.. الورقة التي سقطت سهوًا من سجل التاريخ.
- د. العواجي: رسوم ونقوش ولاية «الجهوة» تعود إلى العصر الجاهلي.